# John Mayall Plays John Mayall
John Mayall Plays John Mayall è il primo album della carriera solista di John Mayall & the Bluesbreakers, pubblicato dalla Decca Records nel marzo del 1965.Il disco fu registrato dal vivo il 7 dicembre del 1964 al Klooks Kleek, Hampstead, Londra (Inghilterra).

## Tracce
- Brani composti da John Mayall, tranne dove indicato.

### Lato A
1. Crawling Up a Hill – 2:25
2. I Wanna Teach You Everything – 3:16
3. When I'm Gone – 3:17
4. I Need Your Love – 4:20
5. The Hoot Owl – 2:41
6. R. & B. Time – 2:26

### Lato B
1. Crocodile Walk – 2:32
2. What's the Matter with You – 2:39
3. Doreen – 3:00
4. Runaway – 2:31
5. Heartache – 3:07
6. Chicago Line – 4:43

Edizione CD del 2006, pubblicato dalla Decca Records
1. Crawling Up a Hill – 2:22 (J. Mayall)
2. I Wanna Teach You Everything – 3:08 (J. Mayall)
3. When I'm Gone – 3:12 (J. Mayall)
4. I Need Your Love – 4:11 (J. Mayall)
5. The Hoot Owl – 2:41 (J. Mayall)
6. R.& B. Time: a) Night Train b) Lucille – 2:23 (a) Forrest, Simpkins, Washington b) Collins, Penniman)
7. Crocodile Walk – 2:32 (J. Mayall)
8. What's the Matter with You – 2:36 (J. Mayall)
9. Doreen – 2:50 (J. Mayall)
10. Runaway – 2:31 (J. Mayall)
11. Heartache – 3:01 (J. Mayall)
12. Chicago Line – 4:49 (J. Mayall)
13. Crawling Up a Hill – 2:15 (J. Mayall) – Bonus Track
14. Mr. James – 2:49 (J. Mayall) – Bonus Track
15. Crocodile Walk – 2:14 (J. Mayall) – Bonus Track
16. Blues City Shakedown – 2:22 (J. Mayall) – Bonus Track
17. My Baby Is Sweeter – 2:59 (Willie Dixon) – Bonus Track

- Brani da nr.1 al nr. 12: Lp originale John Mayall Plays John Mayall (1965)
- Brani bonus nr. 13 e 14 rispettivamente facciata A e B del singolo realizzato nel maggio 1964 dalla Decca Records (F 11900)
- Brani bonus nr. 15 e 16 rispettivamente facciata A e B del singolo realizzato nell'aprile 1965 dalla Decca Records (F 12120)
- Brano bonus nr. 17 registrato al Decca Studios, West Hampstead di Londra, pubblicato solo nella raccolta Thru the Years nell'ottobre del 1971 su Decca Records (SKL 5086)

## Formazione
- John Mayall - voce, armonica, pianoforte elettrico (cembalett), organo, chitarra a nove corde (brano: A3)
- Roger Dean - chitarra
- John McVie - basso
- Hughie Flint - batteria
- Nigel Stanger - sassofono tenore, sassofono slide (brani: A5, A6b, B3 e B6)